# Kiril Prokop
Kiril Prokop (8. března 1883 Kriva – ???) byl československý politik rusínské národnosti a meziválečný poslanec Národního shromáždění za trudovou stranu, později za Republikánskou stranu zemědělského a malorolnického lidu (agrárníky) na Podkarpatské Rusi.

## Biografie
Po parlamentních volbách v roce 1925 se stal poslancem Národního shromáždění. Poslanecké křeslo ale získal až roku 1928 jako náhradník poté, co rezignoval poslanec Andrej Gagatko (hlavní postava Karpatoruské strany práce malorolníků a bezzemků (tzv. trudová strana), která po většinu 20. let spolupracovala s Československou stranou národně socialistickou). Prokop nastoupil jako nezařazený poslanec a od roku 1929 byl hospitantem v klubu Československé strany národně socialistické. Mandát obhájil v následujících volbách, tedy v parlamentních volbách v roce 1929. Tentokrát již kandidoval za agrárníky.
Podle údajů k roku 1930 byl profesí rolníkem v Krivě.